# Louis Rossel

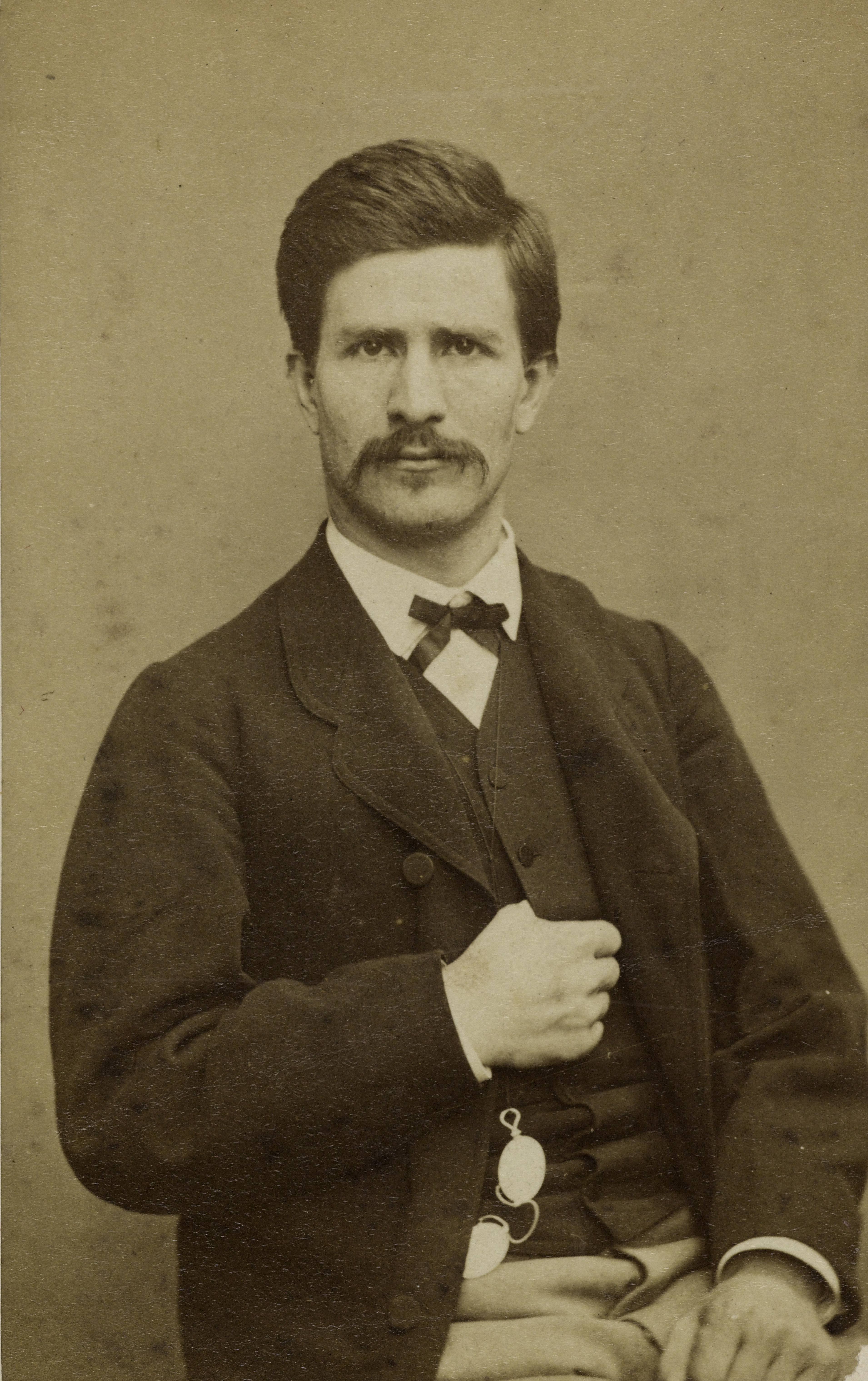
Louis Rossel en 1871.

Louis Rossel (Saint-Brieuc, Côtes-du-Nord, 9 de septiembre de 1844 - Versalles, 28 de noviembre de 1871) fue un militar francés. Con el grado de coronel, fue el único oficial superior del ejército francés en unirse a la Comuna de París en 1871 y desempeñar un papel importante en ella, como delegado de guerra. Después de que el movimiento fuera aplastado, rechazó el exilio que le ofreció Adolphe Thiers y fue fusilado a la edad de veintisiete años.

## Biografía
Nacido en el seno de una familia protestante (su nombre completo era Louis Nathaniel), a los veintidós años alcanzó el grado de teniente siendo destinado a la guarnición de Metz. De ideas republicanas moderadas, en esta localidad toma contacto con la realidad del mundo obrero. Cuando el 27 de octubre el mariscal Bazaine se rinde a los prusianos y 170 000 hombres del ejército francés son hechos prisioneros, Rossel logra escapar a Bélgica donde escribe a principios de noviembre un artículo en el que denuncia «la más vergonzosa capitulación que la historia militar haya registrado jamás». Cuando se produce la insurrección de la Comuna de París en marzo de 1871 Rossel no lo duda un instante. Envía una carta al ministro de la Guerra en Versalles en la que le presenta su dimisión —lo que supone que se emita contra él una orden de arresto— y ofrece sus servicios de militar al Comité central de la Guardia Nacional de París. En seguida se le concede el mando de la XVII Legión de la Comuna y se esfuerza en unir a la revolución a los batallones de la Guardia Nacional todavía reacios o indecisos. Además se tiene que enfrentar al espíritu libertario de muchos communards que se resisten a seguir las normas de la disciplina militar.
El delegado de Guerra de la Comuna, el general Cluseret, a quien Rossel considera un «hombre mediocre», lo nombra su jefe de Estado Mayor e inmediatamente Rossel se ocupa de reorganizar el ejército federado, concentrar la artillería, distribuir las municiones, etc. El 29 de abril la Comuna, tras destituir a Cluseret, nombra a Rossel delegado de Guerra. Pero de nuevo se queja de la falta de disciplina de las tropas a su mando. Como ha señalado Michel Winock, Rossel «no comprende la naturaleza de esta revolución parisina. Él sigue siendo un soldado; los federados, por su parte, son unos revolucionarios, refractarios al mando central». Esta contradicción se pone aún más en evidencia cuando el 1 de mayo se forma el Comité de Salud Pública. Ante él tiene que responder cuando los versaillais toman el reducto de Moulin-Saquet, en Vitry, en la noche del 3 al 4 de mayo. Al obtener solo la mitad de los hombres que pide para recuperarlo presenta su dimisión. En la carta que dirige al Consejo de la Comuna dice: «Ciudadanos miembros de la Comuna, encargado por vosotros a título provisional de la delegación de Guerra, me siento incapaz de llevar más tiempo la responsabilidad de un mando donde todo el mundo habla y donde nadie obedece...». Ese mismo día, 9 de mayo, cae el fuerte de Issy. Entonces los dirigentes de la Comuna le forman un consejo de guerra. Tiene la oportunidad de huir de París pero se niega. Se refugia bajo una falsa identidad en el hotel Montebello del boulevard Saint-Germain.
Cuando los versaillais acaban con la insurrección de la Comuna de París, Rossel es delatado y enviado a Versalles donde es sometido a un consejo de guerra. Le acusan de haber desertado y de haberse «alzado en armas contra Francia». El tribunal militar lo condena a muerte. Rossel escribe: «A pesar de todas las vergüenzas de la Comuna, prefiero estar con los vencidos que con los vencedores». Al alba del 28 de noviembre de 1871 es fusilado en el campo de Satory de Versalles junto con otros dos communards. Su cuerpo fue enterrado por su familia en el cementerio protestante de Nimes. De nada sirvió la campaña lanzada en su favor, en la que participó el escritor Victor Hugo.